# Samuel Blanc
Samuel Oscar Blanc (* 13. Februar 1883 in Menominee Falls, Wisconsin; † 20. Dezember 1964 in Des Moines, Iowa) war ein US-amerikanischer Erfinder und Unternehmer, der durch die Erfindung einer motorbetriebenen Rohrreinigungsspirale und die Gründung des diese Spiralen herstellenden gleichnamigen Unternehmens Roto-Rooter bekannt wurde.

## Leben
Der von französischen Vorfahren abstammende Blanc musste bereits als Zehnjähriger die Schulausbildung beenden und zum Lebensunterhalt seiner Familie beitragen, nachdem sein Vater Suizid beging. In den folgenden Jahren arbeitete er als Holzfäller, Telefonist und Verkäufer und absolvierte nebenbei einen Fernunterricht in Maschinenbau.
1927 nahm sein Leben eine unerwartete Kehrtwendung: Der Küchenabfluss in der Wohnung eines seiner Söhne war verstopft und weder sein Sohn noch er konnten einen Klempner erreichen, so dass die beiden den ganzen Nachmittag mit einem Stampfer und einem flexiblen Schlauch versuchten, Kartoffelschalen aus den Abflussrohren zu entfernen. Diese lästige Arbeit strengte ihn nicht nur körperlich an, sondern frustrierte ihn auch so sehr, dass er begann Pläne zu zeichnen, um die Rohrreinigung zu erleichtern. Die Übertragung dieser Pläne vom Papier in die Realität nahm allerdings sechs Jahre in seiner heimischen Werkstatt in Anspruch.

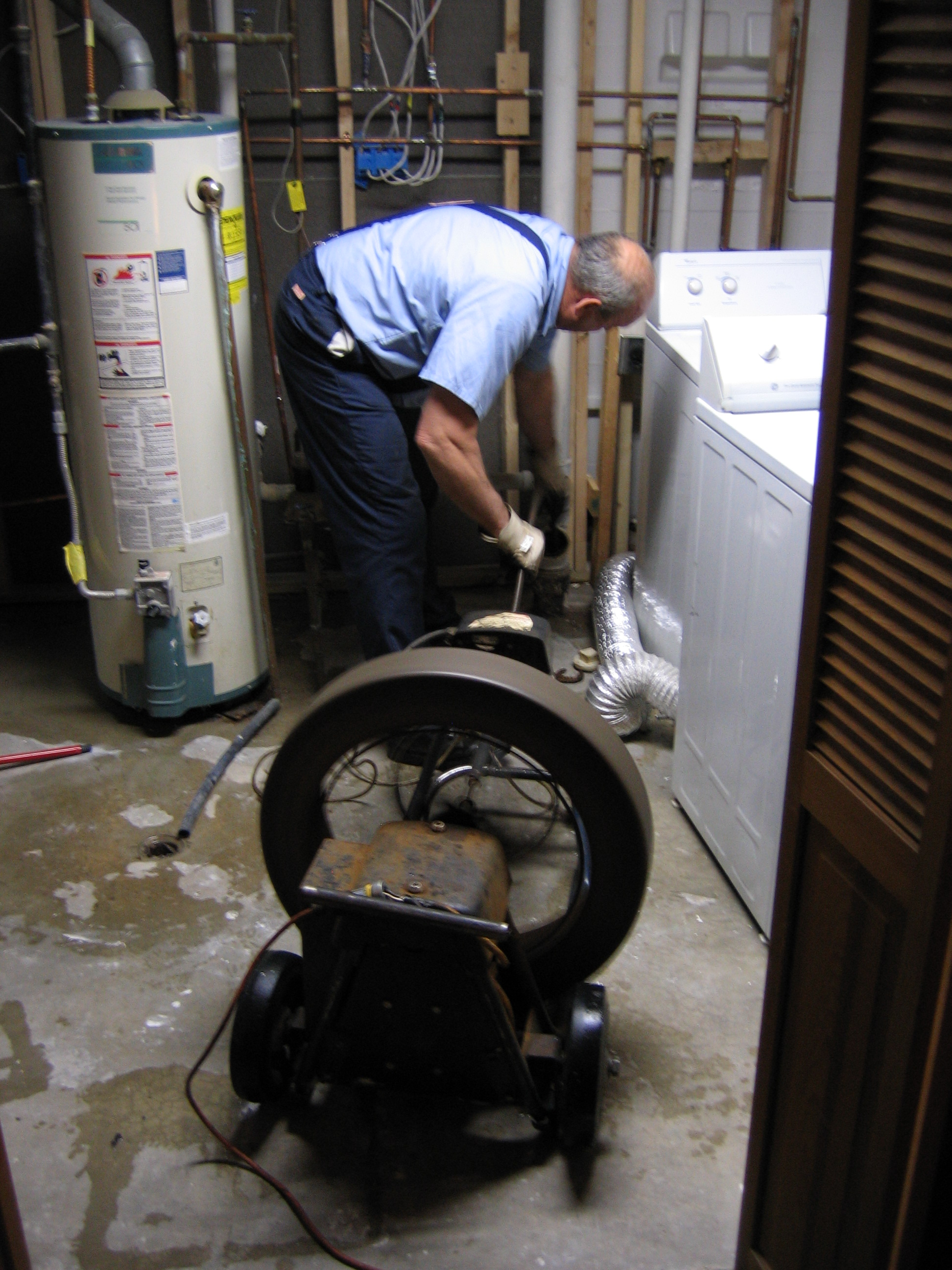
Roto-Rooter-Klempner bei der Arbeit mit dem von Blanc erfundenen Rohrreinigungsgerät

1933 nutzte er ein Kabel mit einem schneidenden Bohrkopf, der vom Motor der Waschmaschine seiner Ehefrau angetrieben wurde, um das erste Rohr zu reinigen. Kurz darauf begann er mit der mühsamen Arbeit, eine Fabrik zur Herstellung dieser Rohrreinigungsgeräte zu gründen. Die Firma erhielt den von seiner Ehefrau Leticia „Lettie“ Blanc erdachten Namen Roto-Rooter. Ursprünglich kosteten die Reinigungsgeräte 250 US-Dollar, einen hohen Preis zur Zeit der Great Depression. Allerdings erwarben immer mehr Klempner diese die Arbeit stark erleichternden Geräte zur Reinigung hartnäckig verstopfter Abflüsse und Entwässerungssysteme, so dass ein Aufreißen von Straßen zum Erreichen der Abflussrohre nicht mehr notwendig war. Blanc selbst war von 1935 bis 1964 Präsident des Unternehmens Roto-Rooter.
In den folgenden Jahren stellte das Unternehmen nicht nur die Reinigungsgeräte her, sondern wurde selbst zum Abflussreinigungsunternehmen mit angestellten Klempnern. 1954 erhielt das Unternehmen seine berühmte Erkennungsmelodie „Call Roto-Rooter, that's the name, and away go troubles down the drain“ (‚Ruf Roto-Rooter, das ist der Name, und fort ist der Ärger mit dem Rohr‘).
1980 verkaufte die Familie das Unternehmen an die in Cincinnati ansässige Chemed Corporation, die jedoch den bekannten Firmennamen Roto-Rooter weiterhin benutzte. Das Unternehmen ist der größte Anbieter von Klempner- und Rohrreinigungsdiensten in den USA und ist darüber hinaus auch in Kanada, Japan, Mexiko, Philippinen, Großbritannien, Singapur, Hongkong und Indonesien vertreten.